# Spaziergang Ludwigspark
Der Spaziergang Ludwigspark ist ein kurzer Wanderweg durch den Ludwigspark in Saarbrücken, einem ehemaligen Schlosspark erbaut durch Ludwig von Nassau-Saarbrücken.

## Hintergrund
Baumeister des Schlosses und Schlossparks war ab 1769 Friedrich Stengel.
Als Gärtner arbeiteten unter anderem Johann Köllner, Heinrich Ludwig Koellner
und Friedrich Ludwig von Sckell an dem Park.
Der Park war als Volksgarten ab 1773 auch für die Bevölkerung geöffnet. Die Gebäude im Park wurden 1793 von Truppen der Französischen Revolution zerstört. Als verlässliche Zeugnisse für das Aussehen des einstigen Parks gelten unter anderem eine Reihe von Knopfminiaturen und Pläne von Heinrich Ludwig Koellner. Fotografien dieser Knopfminiaturen befinden sich im Saarland-Museum.
In einem Brief vom 6. Mai 1792 berichtete Adolph Knigge über seinen Besuch des Lustschlosses. Er beschrieb es als klein, aber geschmackvoll. Außerdem berichtet er, dass der Fürst kurz vor Knigges Besuch eine Orangerie bauen ließ.
An der ehemaligen Stelle des Schlosses wurde die Realschule Ludwigspark erbaut, welche 1957 durch den Architekten György Lehoczky Fenster mit Tiermotiven erhielt.
Heutzutage befinden sich über die Länge des Wanderweges verstreut mehrere Stahlplatten, welche an Plätze aus diesem ehemaligen Schlosspark erinnern und Informationen zu diesen enthalten. Des Weiteren stellt der Park das Südtor des Saarkohlenwaldes dar.

## Beschreibung

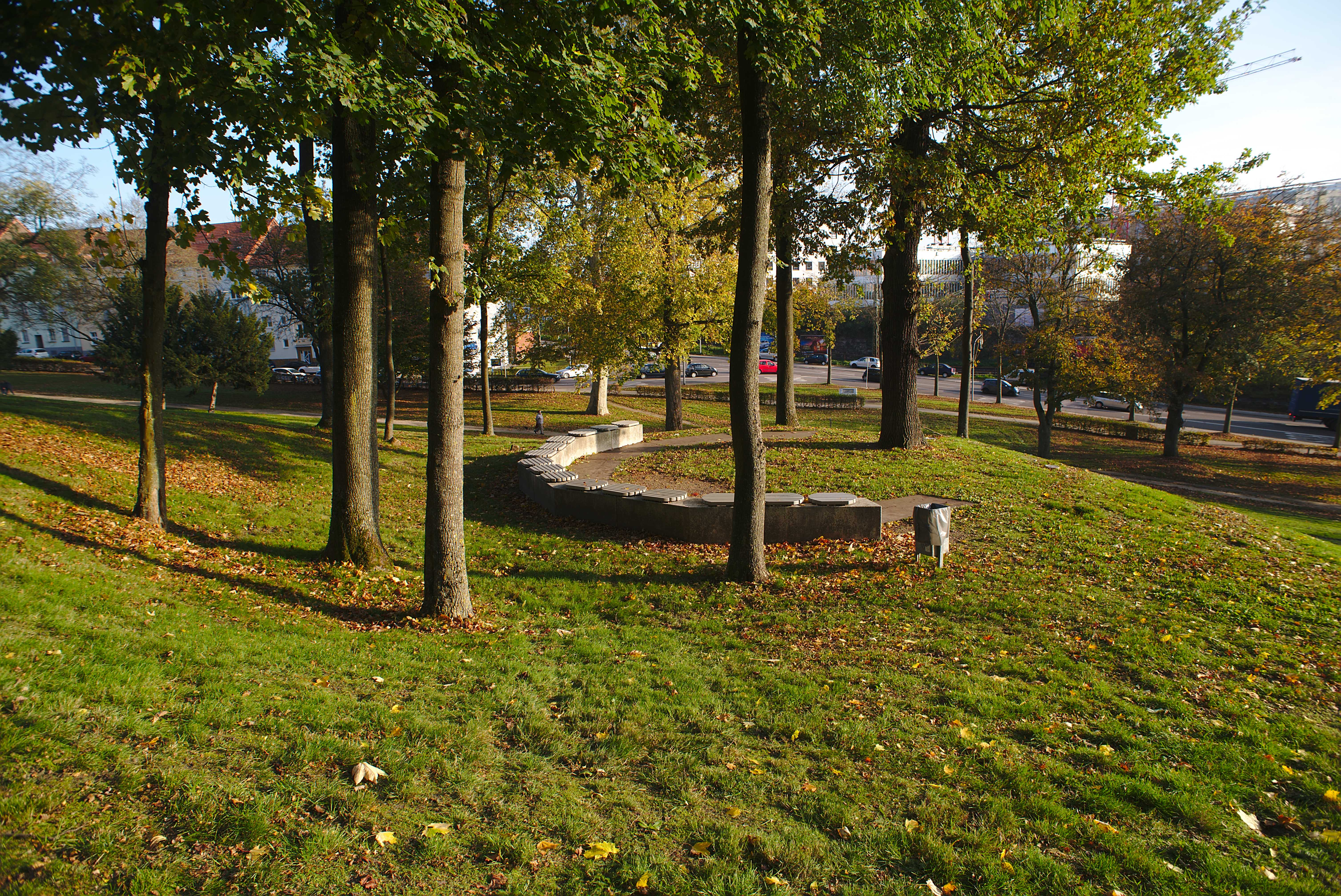
Die Sitzgruppe an der ehemaligen Stelle des Gartenpavillons

Der Wanderweg beginnt an dem Ludwigskreisel am Fuße des Ludwigsparks und führt die ehemalige Schlossauffahrt hinauf. Zur rechten findet sich als erster Wegpunkt eine Sitzbank in der Form des Gartenpavillons, welcher sich hier befand und dessen Grundmauern immer noch unter der Erde liegen. Früher wurde auf Grund von Zeichnungen hier der Marlborough-Turm vermutet.
An der Sitzbank befinden sich Stahltafeln mit Informationen zu diesem Gebäude. Das Fundament des Gartenpavillons war 12-eckig und er besaß ein Spiegelkabinett mit sogenannter Lustgrotte. Außerdem war er geschmückt mit Bergkristallen, Amethysten, Spiegel- und Farbglas.
Anschließend findet sich auf der Rechten eine weitere steinerne Sitzbank, welche an die ovale Brunnenschale erinnern soll. Dieser Brunnen war mit wasserspeienden Figuren geziert, welche zusammen mit Glas und Keramik dort ausgegraben wurden. Sie befinden sich momentan im Landesarchiv. Reste des Brunnens liegen hier noch vergraben. Er war Teil der östlichen Neben-Bastion, deren Plateau heute noch erkennbar ist.
An der heutigen Gesamtschule Ludwigspark, ehemals Realschule, biegt der Weg nach links ab. Er führt hier durch den Tannenwalt an der Schule entlang. Es handelt sich bei dem Tannenwalt um den ältesten Teil des Schlossparks. Er hatte die Eigenschaften eines Formalen Gartens. Nach der Schule biegt der Wanderweg mehrmals ab und führt dabei am Ludwigsparkstadion und der Saarlandhalle vorbei. Unter diesen beiden Gebäuden werden bedeutende Anlagen des Schlossparks vermutet. So befanden sich zum Beispiel an der heutigen Stelle des Stadions zwei Weiher.
Nach der Überquerung der Camphauser Straße, wird der Dianenhain betreten. Dieser 1789 erschlossene Teil des Parks enthielt einen Jagdstern, einen Dianentempel, eine Orangerie mit Florakuppel  und ein Theater. Der Dianenhain stellte damit eine Mischform zwischen Lustgarten und Jagdpark dar. Der Hain war komplett umzäunt und konnte nur durch Torhäuser betreten werden, von denen heute noch ein Turm vorhanden ist. Dieser Turm des ehemaligen Torhauses liegt nicht direkt auf dem Wanderweg.
Im Dianenhain führt der Wanderweg an dem ehemaligen Standort des Freilufttheaters vorbei, welches eine aufgemalte Kulisse besaß. Auch hier befindet sich eine Stahlplatte. Diese Platte wurde dort im Mai 2006 von Schülern der Realschule Ludwigspark zusammen mit Gastschülern von der Hauptschule Dortmund-Mengede angebracht.

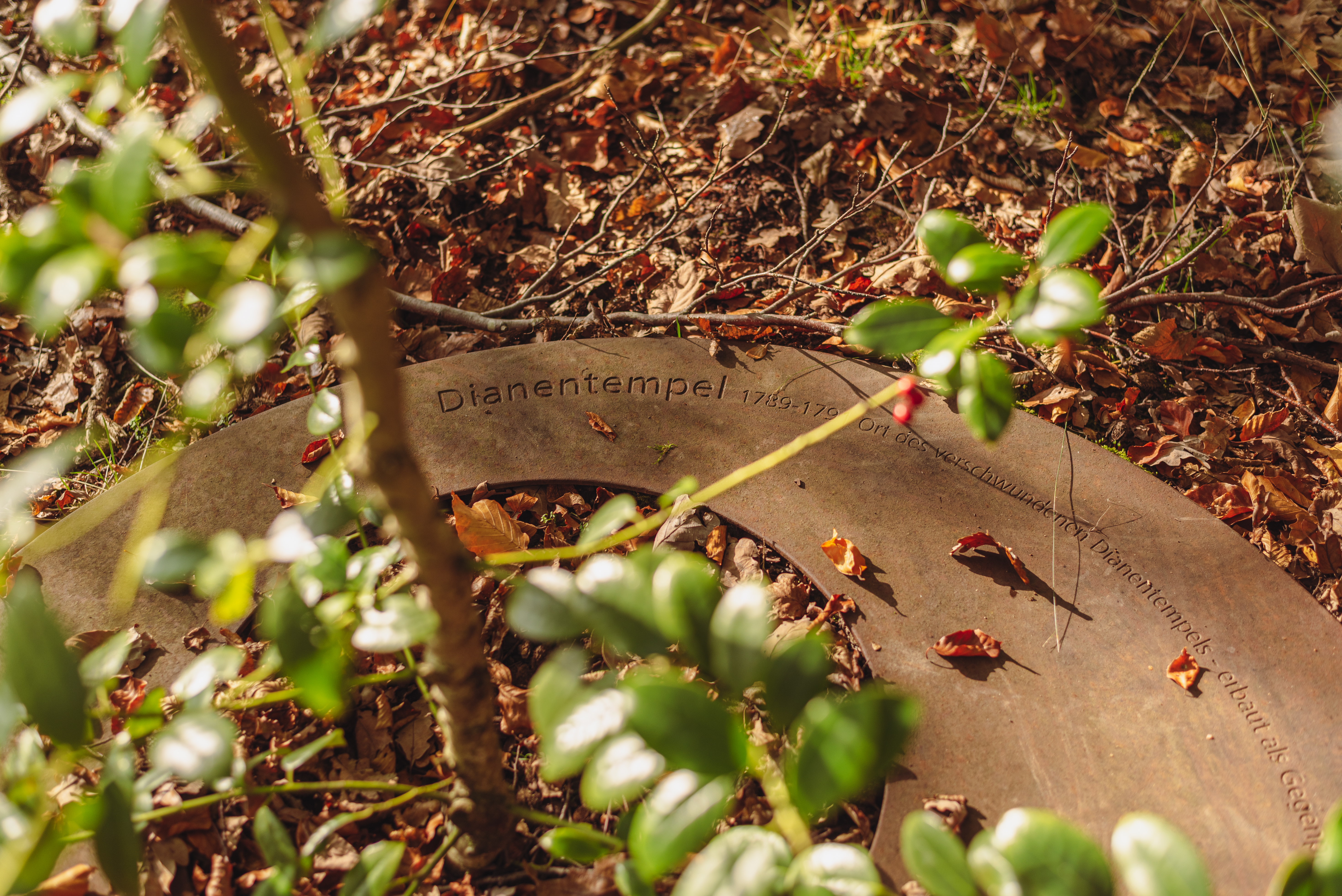
Stahlplatte an der Stelle des ehemaligen Dianentempels.

Nach ein paar Abzweigungen folgt der Weg dem Bach mit dem Namen Heiligengraben, bis er diesen überquert. Der Name des Heiligengraben stammt möglicherweise daher, dass der Dianenhain früher als heiliger Hain betrachtet wurde. Auf einer historischen Knopfminiatur findet sich auch eine Abbildung einer großen Heiligengraben-Brücke, jedoch fehlen archäologische Beweise für solch ein Bauwerk bisher.
Anschließend führt der Wanderweg bis zu einer Kreuzung, die als Sternenstall bezeichnet wird. Der Sternenstall befindet sich im Zentrum des zuvor genannten Jagdsterns, welcher für Ludwig von Nassau-Saarbrückens höfische Jagden angelegt wurde. An dem Ort ist heutzutage auch eine Stahlplatte angebracht. Der Weg führt weiterhin geradeaus über den sogenannten Dianenstrahl bis zum Ziel des Wanderweges, wo sich eine weitere Stahlplatte befindet. Diese weist auf den ehemaligen Dianentempel hin, welcher sich dort befand. Vermutungen zufolge wurde hier schon zur römischer Zeit die Jagdgöttin Diana verehrt. Bei dem Tempel handelte es sich um ein größeres Bauwerk mit zwei Seitenflügeln und einer Statue der namensgebenden Göttin.
Als Rückweg bietet es sich ein Umweg über die Hirschwiese an. Hier wurden damals die Hirsche für die Jagd in einem Gehege gehalten. Ansonsten führen von dem Dianentempel aus auch der Haldenrundweg und der überregionale Saar-Mosel-Weg weiter.